# Myon
Das Myon (Englisch: Muon) ist ein Elementarteilchen, das in vielen Eigenschaften dem Elektron ähnelt. Wie das Elektron besitzt es eine negative Elementarladung und einen Spin von 1⁄2. Myon und Elektron unterliegen der elektroschwachen, jedoch nicht der starken Wechselwirkung und gehören damit zu den Leptonen. Das Elektron wird zur ersten und das Myon zur zweiten der drei Leptonenfamilien gerechnet. Das entsprechende Teilchen der dritten Familie ist das 1975 entdeckte Tauon.
Das Myon hat eine rund 200-mal größere Masse als das Elektron. Zur Erzeugung eines Myons ist daher eine Schwerpunktsenergie von ca. 106 MeV notwendig. Infolgedessen entstehen Myonen weder bei radioaktivem Zerfall noch bei Kernwaffenexplosionen, aber in der Höhenstrahlung. Zur künstlichen Produktion werden Teilchenbeschleuniger benötigt. Im Gegensatz zum Elektron ist das Myon instabil und zerfällt spontan mit einer mittleren Lebensdauer von 2,2 Mikrosekunden.
Das Formelsymbol des Myons ist μ−. Das Antiteilchen des Myons ist das positive Myon oder Antimyon μ+. Es ist wie das Positron einfach positiv geladen.

## Historie
Myonen wurden 1936 von Carl D. Anderson und Seth Neddermeyer bei der Untersuchung von kosmischer Strahlung entdeckt und unabhängig 1937 von J. Curry Street und E. C. Stevenson nachgewiesen (beide Gruppen veröffentlichten in derselben Physical-Review-Ausgabe 1937).
Bis in die 1950er Jahre wurde das Myon als μ-Meson (My-Meson) bezeichnet. „Meson“ (griechisch, etwa das Mittlere) – noch früher auch „Mesotron“ – bedeutete damals „mittelschweres“ Teilchen, nämlich mit einer Masse zwischen Elektron und Proton. In den 1960er Jahren wurde aber die Bezeichnung „Meson“ auf Teilchen mit starker Wechselwirkung eingeschränkt, zu denen das Myon als Lepton nicht gehört.

## Zerfall

Feynman-Diagramm des Myonzerfalls

### Zerfallskanäle
Das freie Myon zerfällt gemäß dem hier abgebildeten Feynman-Diagramm in ein Myon-Neutrino, ein Elektron-Antineutrino und ein Elektron
{\displaystyle \mu ^{-}\to \mathrm {e} ^{-}+{\bar {\nu }}_{\mathrm {e} }+\nu _{\mu }} .
Selten (in 0,0034 % der Fälle) wird zusätzlich ein Elektron-Positron-Paar erzeugt:
{\displaystyle \mu ^{-}\to \mathrm {e} ^{-}+{\bar {\nu }}_{\mathrm {e} }+\nu _{\mu }+\mathrm {e} ^{+}+\mathrm {e} ^{-}\,.}
Auch die Erzeugung von Gammastrahlung (Photonen) ist möglich (Anteil 6e-8):
{\displaystyle \mu ^{-}\to \mathrm {e} ^{-}+{\bar {\nu }}_{\mathrm {e} }+\nu _{\mu }+\gamma \,.}
Den Zerfall des Antimyons erhält man durch den Austausch aller Teilchen durch das jeweilige Antiteilchen
{\displaystyle \mu ^{+}\to \mathrm {e} ^{+}+\nu _{\mathrm {e} }+{\bar {\nu }}_{\mu }} .
Dem Standardmodell zufolge wird der Zerfall des Myons durch ein W-Boson vermittelt.

### Lebensdauer
Die experimentell bestimmte mittlere Lebensdauer des ruhenden positiven Myons beträgt τ = 2,197 μs, entsprechend einer Halbwertzeit T½ = τ ln 2 von etwa 1,523 μs. Das negative Myon hat in Materie einen zusätzlichen Zerfallskanal: Es kann mit einem Atomkern ein myonisches Atom bilden und anschließend entsprechend dem K-Einfang eines Elektrons vom Kern absorbiert werden. Dabei wird ein Proton zu einem Neutron, und ein Myon-Neutrino wird emittiert. Deswegen ist in Materie die experimentell bestimmbare mittlere Lebensdauer des negativen Myons kürzer. Im Vakuum, ohne diesen zusätzlichen Zerfallskanal, stimmen die gemessenen Lebensdauern von positivem und negativem Myon genau überein (Messgenauigkeit: 0,1 %).

#### Zeitdilatation
Der Zerfall von Myonen aus der sekundären kosmischen Strahlung wird gerne als Lehrbuchbeispiel für die Zeitdilatation bewegter Teilchen herangezogen. Nach der speziellen Relativitätstheorie erscheint die Zeit in einem mit einer Geschwindigkeit {\displaystyle v} bewegten System aus Sicht eines Außenstehenden um den Lorentzfaktor {\textstyle \gamma \ =1/{\sqrt {1-(v/c)^{2}}}} gedehnt (verlangsamt). Ohne diesen Effekt würden von Myonen, die sich nahe der Lichtgeschwindigkeit c bewegen, aufgrund der kurzen Halbwertszeit von t1/2 = 1,5 μs nach einer Wegstrecke von c·t1/2 = 450 m die Hälfte zerfallen. Nach 4,5 km wäre nur noch jedes Tausendste vorhanden, nach 9 km jedes Millionste. Tatsächlich aber erreichen die allermeisten Myonen, die in der äußeren Erdatmosphäre entstehen, den Erdboden.
Die Lebensdauer von Myonen verschiedener Energie wurde erstmals 1940 durch Bruno Rossi und David B. Hall gemessen. Durch einen Geschwindigkeitsfilter wurde die Messung auf Myonen mit 99,5 % der Lichtgeschwindigkeit beschränkt. Der Vergleich der gemessenen Teilchenanzahlen ermöglichte es, die Halbwertszeit dieser schnellen Myonen zu bestimmen; sie ergab sich mit 13 μs etwa neunmal länger als bei ruhenden Myonen – in Übereinstimmung mit den Voraussagen der Relativitätstheorie. 1963 wurde von David H. Frisch und James H. Smith ein ähnliches Experiment mit höherer Genauigkeit ausgeführt.

### Im Standardmodell verbotene Zerfallskanäle
Bestimmte neutrinolose Zerfallskanäle des Myons sind zwar kinematisch möglich, jedoch im Standardmodell verboten und bisher auch nicht beobachtet worden. Dies wird durch die Erhaltungssätze der Lepton-Flavours ausgedrückt (Erhaltung der Leptonenfamilienzahlen in jedem Wechselwirkungsvertex), woraus auch folgt, dass das Myon kein angeregter Zustand des Elektrons ist. Beispiele für solche Zerfälle, die den Lepton-Flavour ändern würden, sind
{\displaystyle \mu ^{-}\to \mathrm {e} ^{-}+\gamma }
und
{\displaystyle \mu ^{-}\to \mathrm {e} ^{-}+\mathrm {e} ^{+}+\mathrm {e} ^{-}} .
Die Beobachtung eines solchen Zerfalls wäre ein Indiz für eine neue Physik jenseits des Standardmodells (Neue Physik). In den letzten 50 Jahren wurde in zahlreichen Experimenten die obere Grenze für die Verzweigungsverhältnisse solcher Zerfälle ständig verbessert. Der aktuelle Grenzwert (2020) für den Zerfall {\displaystyle \mu ^{-}\to \mathrm {e} ^{-}+\gamma } wurde im MEG-Experiment mit 4,2 · 10−13 bestimmt. Das Experiment Mu3e plant, den Grenzwert für den anderen Zerfall von derzeit 10−12 auf 10−16 zu verbessern.

## Magnetische Anomalie des Myons
Myonen eignen sich besonders gut, um fundamentale Kräfte in der Physik auf höchstem Präzisionsniveau zu studieren. Nach heutigem Kenntnisstand sind sie, wie alle Leptonen, punktförmig. Damit lassen sich im Rahmen der Quantenelektrodynamik ihre Eigenschaften sehr präzise berechnen. Der Einfluss anderer Kräfte als der elektromagnetischen Kraft ist klein, aber durch virtuelle Teilchen, die das Myon umgeben, beobachtbar. Das führt zu einer Abweichung der magnetischen Eigenschaften des Myons.
Die magnetische Anomalie des Myons {\displaystyle a_{\mu }} wird auch g−2-Wert genannt, hierbei ist g der Landé-Faktor. Sie ist die Abweichung des durch Quantenkorrekturen ermittelten Wertes von dem Wert, den man durch die Lösung der Dirac-Gleichung ({\displaystyle g_{\mu }^{\text{Dirac}}=2}) erhält. Das Standardmodell der Elementarteilchenphysik sagt für diese Korrekturen vorher:
{\displaystyle a_{\mu }^{\text{SM}}={\frac {|g_{\mu }|-2}{2}}=0{,}001\,165\,918\,10(43)}
Eine Präzisionsmessung dieser magnetischen Anomalie wurde am Brookhaven National Laboratory von einer weltweiten Kollaboration um das Jahr 2000 durchgeführt. Sollte es andere als die der Teilchenphysik derzeit bekannten Teilchen geben und sollten diese nicht allzu große Massen haben, dann müssten sie sich in der magnetischen Anomalie des Myons bemerkbar machen. Der ermittelte Wert von
{\displaystyle a_{\mu }^{\text{BNL}}=0{,}001\,165\,920\,80(63)}
lag 2,2 … 2,7 Standardabweichungen über der theoretischen Vorhersage, was keine signifikante Abweichung von der theoretischen Vorhersage darstellte.
Anfang April 2021 wurden erste Ergebnisse des Myon g−2-Experiments am Fermilab veröffentlicht, die mit höherer Genauigkeit und einem Wert von
{\displaystyle a_{\mu }^{\text{FNAL}}=0{,}001\,165\,920\,40(54)}
diese leichte Abweichung bestätigten. Es wurde noch nicht die in der Teilchenphysik üblicherweise geforderte Signifikanz von mindestens 5 σ erreicht, aber die Wahrscheinlichkeit, dass sich die Abweichung rein zufällig ergab, liegt in der Größenordnung 1:40 000.
Das kombinierte Ergebnis von Brookhaven und Fermilab weicht daher um
{\displaystyle a_{\mu }^{\text{komb.}}-a_{\mu }^{\text{SM}}=(241\pm 59)\times 10^{-11}}
vom theoretisch vorhergesagten Ergebnis ab, was mit 4,2 Standardabweichungen einer Wahrscheinlichkeit für einen Zufall von etwa 1:100 000 entspricht.

## Myon und Standardmodell
Wenn das gemessene magnetische Moment des Myons größer ist als das auf Basis des Standardmodells der Teilchenphysik berechnete, könnte das darauf hinweisen, dass es weitere Elementarteilchen gibt, die eine Wirkung auf das magnetische Moment haben.
Ein beliebtes Modell ist die Supersymmetrie (SUSY), die für jedes Teilchen des Standardmodells die Existenz eines Superpartners vorhersagt. Aus SUSY-Teilchen könnte außerdem die bisher nicht identifizierte Dunkle Materie im Universum bestehen, deren Existenz bei den Kosmologen als sicher gilt. Dieses Modell krankt leider daran, dass der LHC bis zum Wert von etwa 1000 Protonenmassen keine Superpartner gefunden hat. Wenn es allerdings zwei SUSY-Teilchen mit ähnlichen Massen gäbe (etwa eines mit 550 Protonenmassen, ein zweites mit 500 Protonenmassen), so würde im Beschleuniger zunächst das schwerere von beiden erzeugt, das aber schnell in das leichtere SUSY-Teilchen und ein gewöhnliches Teilchen des Standardmodells mit etwa 50 Protonenmassen zerfiele (der LHC kann solche Zerfälle nicht detektieren). Teilchen mit diesen Eigenschaften erfordern aber die Existenz einer viel größeren Menge Dunkler Materie als die Astronomen beobachten.
Kompliziert wird das Problem des Myons durch folgende vom LHCb gefundene Asymmetrie:
Beim Zerfall von B-Mesonen sollten gleich viele Myonen und Elektronen entstehen, da diese beiden Teilchen bis auf ihre deutlich verschiedenen Massen im Standardmodell völlig gleichberechtigt sind; der LHCb beobachtet jedoch weniger Myonen als Elektronen, und das kann kein SUSY-Modell erklären.
Zuletzt werden einige Große vereinheitlichte Theorien, die die starke, elektromagnetische und schwache Kraft als Wirkung einer einzigen fundamentalen Kraft auffassen, zur Deutung aller drei Probleme (zu großes magnetisches Moment des Myons, Defizit von Myonen beim B-Meson-Zerfall, Dunkle Materie im Universum) in Erwägung gezogen, soweit sie früher noch nicht experimentell widerlegt wurden. Eine Möglichkeit dabei wäre, die Existenz eines Leptoquarks zu fordern, die auch erklären würde, warum die drei Familien der Elementarteilchen so verschiedene Massen haben. Alternativ könnte nach einem dem Z-Boson ähnlichen Z*-Boson gesucht werden.
Gleichzeitig wird auch eine noch genauere Berechnung des g–2-Werts angestrebt in der Hoffnung, dass dieser sich dann doch dem experimentellen Ergebnis annähern könnte.

## Myonen in der kosmischen Strahlung
Myonen sind ein Hauptbestandteil der sekundären kosmischen Strahlung. Diese entsteht durch Reaktionen der eigentlichen kosmischen Strahlung (vor allem aus dem Weltall kommenden Protonen) mit Atomkernen der oberen Atmosphäre. Die meisten Myonen entstehen in der äußeren Atmosphäre: In einer Höhe von etwa 10 km sind schon 90 Prozent aller in der gesamten Atmosphäre produzierten Myonen entstanden. Die Reaktionen der primären Strahlung erzeugen zunächst Pionen und zu einem kleineren Teil Kaonen; bei deren Zerfall durch die schwache Wechselwirkung entstehen unter anderem Myonen und Myon-Neutrinos. In Meereshöhe liegt die Teilchenflussdichte dieser „kosmischen“ Myonen um die 100 pro Quadratmeter und Sekunde, das gemessene Verhältnis μ+/μ− bei etwa 1,27.
Der erhebliche Fluss schneller Myonen aus der sekundären kosmischen Strahlung noch am Erdboden stellt einen störenden Untergrund bei Messungen schwacher Strahlenquellen dar. Er ist einer der Gründe dafür, solche Messungen in unterirdischen Laboratorien in früheren Bergwerken u. Ä. (wie etwa dem Gran-Sasso-Labor) durchzuführen.
Am Auger-Observatorium verdichteten sich 2016 die Hinweise auf einen durch gängige Modelle der Hochenergiephysik nicht erklärbaren Myonen-Überschuss in der kosmischen Strahlung, der entweder auf neue Physik hinweist (bei Primärenergien der kosmischen Strahlung von 1019 eV in der oberen Atmosphäre entspricht das Schwerpunktsenergien der Kollision mit Luftmolekülen von 110 bis 170 TeV und damit dem Zehnfachen des beim LHC erreichbaren Werts) oder auf Lücken im Verständnis hadronischer Kollisionsprozesse.

## Erzeugung von Myonen
Myonen lassen sich mit Teilchenbeschleunigern erzeugen, indem man hochenergetische Protonen auf ein Target schießt. Dabei entstehen geladene Pionen (π−, π+), die mit einer Halbwertszeit von 1.8e-8 s in Myonen und Neutrinos zerfallen. Aufgrund der Zeitdilatation entspricht dies je nach Energie einer Flugstrecke von wenigen bis zu einigen hundert Metern. Aus dem so entstehenden Strahl von Pionen, Myonen und anderen Teilchen lassen sich Myonen herausfiltern, indem man den Strahl durch eine dicke Materialschicht (Absorber) leitet, den die stark wechselwirkenden Teilchen (Pionen, Kaonen, …) nicht durchdringen können. Auch wenn man einen Strahl aus Myonen und Pionen (und anderen Teilchen) in einen Speicherring leitet, dessen elektrische und magnetische Felder speziell auf die Myonenmasse eingestellt sind, werden die Myonen herausgefiltert, denn nur diese werden gerade so abgelenkt, dass sie dem Ringverlauf folgen.
Ein Nebeneffekt bei der Erzeugung über Pionen ist, dass die Myonen polarisiert sind. Beim Zerfall {\textstyle \pi ^{-}\to \mu ^{-}+{\bar {\nu }}_{\mu }} ist das Myon linkshändig, und entsprechend ist beim Zerfall {\textstyle \pi ^{+}\to \mu ^{+}+\nu _{\mu }} das Antimyon rechtshändig. Im Ruhesystem des Pions zeigt daher der Spinvektor des wegfliegenden Myons in Vorwärtsrichtung, der des Antimyons in Rückwärtsrichtung.

## Nachweis von Myonen
Myonen mit ihrer meist hohen kinetischen Energie erzeugen in Materie durch viele aufeinander folgende Stöße lange Ionisationsspuren, die zur Detektion dienen können. Da sie sich meist mit nahezu Lichtgeschwindigkeit bewegen, erzeugen sie z. B. in Wasser Tscherenkow-Strahlung.
Auch Szintillatoren und Halbleiterdetektoren sind auf Myonen empfindlich. Die Myonen aus der sekundären kosmischen Strahlung beispielsweise machen in Gammaspektrometern oft den Hauptteil des Nulleffekts aus, denn sie können wegen ihrer hohen Energie mehrere Meter Blei durchdringen und sind im Labor daher kaum abschirmbar.
In Experimenten der Teilchenphysik werden Myonen von anderen Teilchen durch verschiedene Techniken unterschieden:
- Durch Messen längerer Spuren können Ursprungsort und die Bewegungsrichtung der Myonen bestimmt werden.
- Durch Messen von Spuren in Magnetfeldern kann das Verhältnis von Ladung zu Impuls bestimmt werden. Zusammen mit einer Geschwindigkeitsmessung kann auf die Masse des Teilchens geschlossen werden.
- Das hohe Durchdringungsvermögen für Materie kann ebenfalls zur Identifikation dienen.

## Experimente mit Myonen

### Myonische Atome
Wie Elektronen können die negativ geladenen Myonen an Atomkerne gebunden werden. Der zugehörige Bohrsche Radius der „Myonbahn“ um den Atomkern ist aber um das Verhältnis der Masse des Myons zum Elektron kleiner. Damit sind Myonen viel enger als Elektronen an den Kern gebunden. Dass sie sich innerhalb des Atomkerns aufhalten, ist dadurch um etwa 7 Größenordnungen wahrscheinlicher als bei Elektronen.
Insbesondere bei schweren Atomkernen und bei Myonen, die nach dem Einfang das 1s-Orbital belegen, steigt die Wahrscheinlichkeit des Aufenthalts eines Myons innerhalb des Atomkerns auf signifikante Werte. Wenn das Myon dann vom Kern absorbiert wird, kommt es zum inversen Betazerfall und ein Proton wird in ein Neutron umgewandelt. Hierbei entstehen zusätzlich ein Neutrino und eventuell einige Gamma-Quanten. Der neu entstandene Atomkern ist häufig radioaktiv. Durchläuft dieser in der Folge einen normalen Betazerfall, entsteht wieder der ursprüngliche Atomkern.
Ein gebundenes Myon hat aufgrund der zusätzlichen Reaktionswahrscheinlichkeit eine deutlich geringere Lebensdauer, in Kupfer z. B. etwa 0,163 μs. Dies wird z. B. in der Myonen-Spin-Analyse genutzt.
Da das gebundene Myon einen Teil der Kernladung abschirmt, verschieben sich die Energieniveaus der gebundenen Elektronen. Weiterhin gilt das Pauli-Prinzip zwar jeweils für Elektronen und Leptonen untereinander, aber nicht zwischen verschiedenen Teilchenarten. So können in einem myonischen Atom neben zwei Elektronen im 1s-Zustand zusätzlich ein oder zwei Myonen im 1s-Zustand existieren.
Dem gebundenen Myon steht als einzig zusätzlicher Zerfallsweg – neben sämtlichen Zerfallskanälen des freien Myons – der Kerneinfang offen. Kerneinfang ist für schwere Kerne der dominierende Prozess. Nach weiteren Zerfallsmöglichkeiten wird derzeit gesucht, z. B. der sogenannten Myon-Elektron-Konversion, {\displaystyle \mu ^{-}+Z\,\rightarrow \,\mathrm {e} ^{-}+Z}. Da dieser Prozess im Standardmodell der Teilchenphysik nicht möglich ist, wäre er ein eindeutiges Zeichen sogenannter Neuer Physik.
Antimyonen können mit ihrer positiven Ladung hingegen, ähnlich wie Protonen oder Positronen, selber ein Elektron einfangen. Dabei entsteht ein exotisches Atom, das Myonium genannt wird.

#### Messung des Protonenradius
Die Messung der Lamb-Verschiebung von normalem Wasserstoff und myonischem Wasserstoff ist eine Möglichkeit, den Protonenradius (genauer: rms-Ladungsradius) zu bestimmen. Sie ist auf Grund unterschiedlicher Entfernungen zwischen Proton und dem entsprechenden Lepton unterschiedlich und ermöglicht  durch Messung der Energiedifferenzen zwischen 2s- und 2p-Zuständen die Abweichung vom Coulomb-Potential auf sehr kleinen Entfernungsskalen zu bestimmen. Messungen in den Jahren 2010 und 2013 ergaben einen Protonradius, der signifikant von dem Wert abwich, den man bei Streuexperimenten an elektronischem Wasserstoff erhalten hatte. Nach weiteren Messungen konnte die Particle Data Group jedoch 2022 feststellen, dass diese Diskrepanz geklärt sei („the puzzle appears to be resolved“) – Details siehe Proton → Räumliche Ausdehnung.

### Myonium
Myonium ist ein gebundenes System aus einem μ+ und einem Elektron. Es entspricht also einem Wasserstoffatom, bei dem das Proton des Kerns durch ein Antimyon ersetzt ist. Da das Myon im Gegensatz zum Proton keine Substruktur hat, sind mit Myonium Experimente zu fundamentalen Wechselwirkungen mit hoher Präzision möglich.

### Tief inelastische Streuung
Für die Erforschung der Substruktur von Protonen und Neutronen durch tief inelastische Streuung sind Elektronen und Myonen gleichermaßen geeignet. Elektronenstrahlen lassen sich zwar weitaus einfacher erzeugen als Myonenstrahlen, aber mit letzteren lassen sich höhere Energien und damit Messungen mit höherer Auflösung erreichen. Die European Muon Collaboration (EMC) am CERN verfügte schon in den 1980er Jahren beim Experiment NA2 über einen Myonenstrahl von bis zu 280 GeV Energie, der am Super Proton Synchrotron (SPS) erzeugt wurde, während die Energie des Elektronenstrahls am Stanford Linear Accelerator Center (SLAC) auf 50 GeV beschränkt war. Auch der später gebaute Large Electron-Positron Collider (LEP) am CERN erreichte im Jahr 2000 eine Rekordmarke von „nur“ 104,5 GeV (und wurde ohnehin für andere Zwecke verwendet).

### Myonen-katalysierte Fusion
Wird ein Myon von einem Deuterium- oder einem Deuterium-Tritium-Molekül (D2 bzw. DT) eingefangen, dann entsteht ein positives myonisches Molekülion, da die relativ große Bindungsenergie des Myons die beiden Elektronen des Moleküls freisetzt. In diesem myonischen Molekül-Ion sind die beiden Atomkerne einander etwa 200-mal näher als in einem elektronischen Molekül. Das ermöglicht durch den Tunneleffekt die Fusion der beiden Kerne. Die sehr große durch die Fusion frei werdende Energie (bei D+D rund 3 MeV, bei D+T 14 MeV) setzt auch das Myon wieder frei und es kann während seiner Lebensdauer je nach Umgebungsbedingung viele weitere (Größenordnung 102) Einzelfusionen katalysieren.
Die myonenkatalysierte Fusion wurde erstmals von Andrei Sacharow als Methode zur Energiegewinnung durch „kalte Fusion“, also nicht-thermonukleare Fusion, vorgeschlagen. Um mit dieser Methode Nutzenergie erzeugen zu können, müssten die bis zum Zerfall des Myons (Lebensdauer 2,2 μs) stattfindenden Einzelfusionen mehr Energie freisetzen, als für die Erzeugung des Myons benötigt wurde. Aktuelle Teilchenbeschleuniger-Anlagen sind davon viele Größenordnungen entfernt. Bis heute sind keine experimentellen oder theoretischen Ergebnisse anerkannt, die zweifelsfrei eine Myonen-katalysierte Fusion zur Energiegewinnung möglich erscheinen lassen.

### Tomografie
Die kosmische Strahlung enthält Myonen mit einer Energie von mehreren GeV. Durch ihre hohe kinetische Energie können sie mehrere Kilometer dicken Fels durchdringen, bevor sie auf Geschwindigkeiten deutlich unter der Lichtgeschwindigkeit abgebremst sind und zerfallen. Daher kann man sie bei der Myonentomografie zum Durchleuchten größerer Objekte nutzen. Dazu werden die Myonen der kosmischen Strahlung verwendet und ihre Streustrahlung gemessen und tomographisch ausgewertet. Auf diese Weise wurden beispielsweise in den 1960er Jahren die Chephren-Pyramide von Luis Walter Alvarez untersucht und ab 2017 mehrere Hohlräume in der Cheops-Pyramide entdeckt.
Im Jahr 2009 wurde die Methode auf den Vulkan Iō-dake (japanisch 硫黄岳) auf der Insel Iojima (Kikai-Caldera, Ōsumi-Inseln) angewandt. Dadurch konnte die Dichteverteilung des Vulkans ermittelt werden.

## Trivia
Das 1936 entdeckte Myon wurde zunächst für das 1935 von Hideki Yukawa postulierte Austauschteilchen der Kernkraft gehalten, das heute als Pion bekannt ist. Dieser Irrtum rührte daher, dass das Myon bis zur Entdeckung des Pions im Jahr 1947 das einzige bekannte Teilchen war, dessen Masse ungefähr der vorhergesagten Masse des Yukawa-Teilchens entsprach.
Die unerwartete Entdeckung eines Teilchens, das sich wie das Elektron verhielt, aber eine 207-mal höhere Masse hatte, veranlasste Isidor Isaac Rabi zu seinem berühmten Ausspruch: „Who ordered that?“ („Wer hat denn das bestellt?“).